# Fiorello H. LaGuardia High School of Music & Art and Performing Arts
Fiorello H. LaGuardia High School of Music & Art and Performing Arts er en skole på Manhattan, New York i USA. Den blev stiftet i 1936 af borgmester Fiorello LaGuardia som The High School of Music & Art. I 1984 blev skolen fusioneret med The High School of Performing Arts (etableret 1947), hvorefter den fik sit nuværende navn.
Skolen har på nuværende tidspunkt 2.519 elever og 163 ansatte.

## Berømte elever
- Jennifer Aniston
- Morena Baccarin
- Chaz Bono
- Adrien Brody
- Don Caracciolo
- Kevin Ceballo
- Timothée Chalamet
- Eagle Eye Cherry
- Rory Cochrane
- Dom DeLuise
- Hector Elizondo
- Omar Epps
- Bela Fleck
- Peter Frishauf
- Milton Glaser
- Sylvia Glickman
- Rick Gonzalez
- David Herman
- Johnathan Lee Iverson
- Erica Jong
- Steve Jordan
- Michael Kamen
- Yunjin Kim
- Eartha Kitt
- Warren Kremer
- James Howard Kunstler
- Hal Linden
- Maude Maggart
- Enid Mark
- Liza Minnelli
- Isaac Mizrahi
- Keith Nobbs
- Al Pacino
- Sarah Paulson
- Freddie Prinze
- Ryan Rankine
- Richie Ray
- Kelis Roger-Jones
- Esmeralda Santiago
- Wesley Snipes
- Paul Stanley
- Elly Stone
- Marlon Wayans
- Billy Dee Williams
- Debra Wilson
- Lisa Vidal
- Sherman Yellen
- Pinchas Zukerman

40°46′26″N 73°59′8″V / 40.77389°N 73.98556°V